# Gracita Morales
María Gracia Morales Carvajal (Madrid, 11 de noviembre de 1928 - Ibidem, 3 de abril de 1995), artísticamente Gracita Morales, fue una actriz española de vis cómica y de gran éxito en el cine durante los años sesenta del siglo pasado. Fue encasillada en personajes ingenuos pero firmes y voluntariosos y en papeles de criadas respondonas. Es recordada por su inconfundible voz atiplada.

## Biografía
Nació en Madrid el 11 de noviembre de 1928. Era hija de José Morales, empresario del Teatro Calderón. Su madre, Ana Carvajal, era la dueña de las minas de carbón de Puertollano, en Ciudad Real y del Teatro Calderón. Tenía tres hermanos, Consuelo, Ana María, y José Morales Carvajal, y estuvo casada con el pintor canario Martín Zerolo.
Estudió danza clásica y española con vocación pero finalmente se orientó por la interpretación. Se dedicó posteriormente al teatro, dónde debutó a los 20 años como meritoria en la compañía de Luis Peña y Josita Hernán. Trabajaría posteriormente en las compañías de Antonio Vico, Catalina Bárcena, Ernesto Vilches y Tina Gascó.
Durante años se dedicó a los escenarios, pudiendo mencionarse su participación en el estreno de la obra de Miguel Mihura Maribel y la extraña familia. Meses después interpretó el mismo personaje en la versión cinematográfica de José María Forqué. Su éxito en el teatro la llevó al cine donde debutó en 1954, tuvo su época dorada en los 60 encabezando carteles de películas junto a una jovencísima Rocío Dúrcal. Empezó su decadencia artística en los 70. Participó en casi un centenar de obras, pero es especialmente recordada por sus interpretaciones en los filmes Atraco a las tres, Sor Citroën, Los Palomos, La ciudad no es para mí, Operación Cabaretera o ¡Cómo está el servicio!.
Aunque con su trabajo ganó mucho dinero e hizo ganar dinero a las productoras con sus películas, a la actriz con el paso del tiempo la encasillaron en el personaje de criada o "chacha" (junto con Rafaela Aparicio y Florinda Chico, "chachas del cine español"), donde interpretaba un estereotipo entrañable, ingenuo pero voluntarioso, que se caracterizaba por su voz atiplada e inconfundible, la cual no era más que una variación de su voz verdadera. Como dijo Pedro Almodóvar de ella, Gracita pertenecía «a la casta genial de actores atípicos, que hacen las cosas de un modo radicalmente personal».
Al final de su vida profesional, fatalmente encasillada en un tipo muy concreto de papeles, se corrió el rumor real de que tenía problemas de memorización. Esa etapa se caracterizó por la falta de trabajos y solamente pudo aparecer como actriz secundaria en un capítulo de la serie de Antena 3 Los ladrones van a la oficina. 

## Vida personal
Se casó con el pintor Martín Zerolo el 26 de junio de 1960, quien fue su único marido. Se conocieron en Canarias, en el año 1952, durante un baile y se casaron tras ocho años de noviazgo. Su unión duró diez años. Ella mantuvo siempre que él la abandonó marchándose a París para volverse a casar con otra mujer, dejándola sola y con grandes problemas económicos, mientras que su sobrina Ana Carvajal achacó la separación a problemas de convivencia provocados por la inestabilidad de su tía y la falta de hijos. La separación le causó una gran conmoción en su vida, su carácter cambió, y por testimonios de compañeros y allegados se dice que ella no llegó a recuperarse del todo, provocando una personalidad problemática.

"Fue vetada porque era temperamental. Estaba enferma mentalmente, lo que le creó un estado de ansiedad que nos hacía la vida imposible a todos. Siendo una persona maravillosa, con un carisma y una personalidad asombrosa, gracia espontánea y arrebatadora… no compensaba trabajar a su lado"
José Luis López Vázquez (rtve.es, 1 de abril de 2022) 

Paradójicamente, en los últimos años de su vida la protagonista de Sor Citroën fue engañada por unas representantes de una orden religiosa, que se aprovecharon de su fragilidad mental para cuidarla en su apartamento del madrileño barrio de Salamanca e incitarla a firmar unos documentos notariales, apropiándose del piso en la calle General Pardiñas (en el centro de Madrid) y sus derechos de imagen.  Otro de los rasgos característicos de la vida de la actriz fue su amor por los animales, especialmente por su perrita Lara, una caniche gris. 

"No estaba ni arruinada ni sola. Hay que tener muy mala baba para decir semejantes cosas ante la enfermedad y la decadencia de una persona. Se aprovecharon de sus problemas psiquiátricos. ¿Tú sabes lo que es hacer siete u ocho películas al año, tomarte pastillas para dormir y otras para levantarte?"
Ana Carvajal (elplural.com, 7 de diciembre de 2019) 

La actriz murió el 3 de abril de 1995 a los 66 años de edad por una infección respiratoria.  Está enterrada en el Cementerio Sur de Carabanchel, Madrid.

## Filmografía
- Canción triste de.. (1988)
- ¡No hija, no! (1987)
- Desmadre matrimonial (1987)
- Capullito de alhelí (1986)
- El donante (1985)
- Don Cipote de la Manga (1985)
- Mi amigo el vagabundo (1984)
- La de Troya en el Palmar (1984)
- Play-boy en paro (1984)
- El pico 2 (1984)
- La vendedora de ropa interior (1982)
- Adulterio nacional (1982)
- Donde hay patrón... (1978)
- Nunca en horas de clase (1978)
- Las camareras (1976)
- Mi adúltero esposo (1975)
- Vuelve, querida Nati (1975)
- Dormir y ligar: todo es empezar (1974)
- Guapo heredero busca esposa (1972)
- La graduada (1971)
- Si Fulano fuese Mengano (1971)
- Me debes un muerto (1971)
- Cómo casarse en siete días (1971)
- La casa de los Martínez (1971)
- A mí las mujeres ni fu ni fa (1970)
- En un lugar de la Manga (1970)
- Préstame quince días (1970)
- Déle color al difunto (1969)
- El taxi de los conflictos (1969)
- Juicio de faldas (1969)
- Las panteras se comen a los ricos (1969)
- Matrimonios separados (1969)
- Pepa Doncel (1969)
- ¡Cómo está el servicio! (1968)
- Long play (1968)
- Mi marido y sus complejos (1968)
- Objetivo bi-ki-ni (1968)
- Despedida de casada (1968)
- Crónica de 9 meses (1967)
- 40 grados a la sombra (1967)
- Novios 68 (1967)
- Operación Mata-Hari (1967)
- Pero ¿en qué país vivimos? (1967)
- Sor Citroën (1967)
- Una señora estupenda (1967)
- La ciudad no es para mí (1966)
- Nuevo en esta plaza (1966)
- Aquí mando yo (1966)
- Buenos días, condesita (1966)
- Operación secretaria (1966)
- Algunas lecciones de amor (1965)
- Historias de la televisión (1965)
- Hoy como ayer (1965)
- La visita que no tocó el timbre (1965)
- Más bonita que ninguna (1965)
- Operación cabaretera (1965)
- Un vampiro para dos (1965)
- La chica del gato (1964)
- Casi un caballero (1964)
- Los Palomos (1964)
- Vacaciones para Ivette (1964)
- Tú y yo somos tres (1964)
- Cuatro bodas y pico (1963)
- El sol en el espejo (1963)
- Millonario por un día o El turista (1963)
- Chica para todo (1963)
- La casta Susana (1963)
- Atraco a las tres (1962)
- Solteros de verano (1962)
- Canción de juventud (1962)
- El grano de mostaza (1962)
- El sol en el espejo (1962)
- Escuela de seductoras (1962)
- Fin de semana (1962)
- Los guerrilleros (1962)
- Vamos a contar mentiras (1962)
- ¿Chico o chica? (1962)
- Vuelve San Valentín (1962)
- Los que no fuimos a la guerra (1962)
- Diferente (1961)
- Abuelita Charleston (1961)
- Esa pícara pelirroja (1961)
- Mi noche de bodas (1961)
- Los pedigüeños (1961)
- Siempre es domingo (1961)
- Prohibido enamorarse (1961)
- Teresa de Jesús (1961)
- Tú y yo somos tres (1961)
- 091, policía al habla (1960)
- Maribel y la extraña familia (1960)
- Mi calle (1960)
- Navidades en junio (1960)
- Don Lucio y el hermano Pío (1960)
- La vida por delante (1958)
- Elena (1954)

## Teatro
- Mariquilla Terremoto, de los Hermanos Álvarez Quintero (1949)
- La guerra empieza en Cuba, de Víctor Ruiz Iriarte (1955)
- La vida privada de mamá, de Víctor Ruiz Iriarte (1956)
- El príncipe durmiente, de Terence Rattigan (1957)
- Esta noche es la víspera, de Víctor Ruiz Iriarte (1958)
- Los tres etcéteras de Don Simón, de José María Pemán (1958)
- Los extremeños se tocan, de Pedro Muñoz Seca (1959)
- Maribel y la extraña familia, de Miguel Mihura (1959)
- La feria de Cuernicabra, de Alfredo Mañas (1959)
- Tengo un millón, de Víctor Ruiz Iriarte (1960)
- El gato y el canario, de John Willard (1960)
- Aurelia y sus hombres, de Alfonso Paso (1961)
- Las que tienen que servir, de Alfonso Paso (1962)
- Los Palomos, de Alfonso Paso (1964)
- Un paraguas bajo la lluvia, de Víctor Ruiz Iriarte (1965)
- Extraños en mi cama, de Dave Freeman (1975)
- Amando a Amanda (1980)
- Melocotón en almíbar, de Miguel Mihura (1981)
- Las mujeres sabias, de Molière (1984)
- El cianuro... ¿solo o con leche?, de Juan José Alonso Millán (1985)
- Don Juan Tenorio, de José Zorrilla (1986)
- Los caciques, de Carlos Arniches (1987)
- Cuéntalo tú que tienes más gracia, de Juan José Alonso Millán (1989)
- Anda mi madre, de Juan José Alonso Millán (1990)
- Ya tenemos chica, de Juan José Alonso Millán (1991)
- Cantando en primavera

## Premios
Medallas del Círculo de Escritores Cinematográficos
| Año  | Categoría               | Película             | Resultado |
| ---- | ----------------------- | -------------------- | --------- |
| 1961 | Mejor actriz secundaria | Conjunto de su labor | Ganadora  |